# Municipio de Pittsburg (Kansas)
El municipio de Pittsburg (en inglés: Pittsburg Township) es un municipio ubicado en el condado de Mitchell en el estado estadounidense de Kansas. En el año 2010 tenía una población de 298 habitantes y una densidad poblacional de 3,19 personas por km².

## Geografía
El municipio de Pittsburg se encuentra ubicado en las coordenadas 39°20′53″N 98°26′23″O / 39.34806, -98.43972. Según la Oficina del Censo de los Estados Unidos, el municipio tiene una superficie total de 93.52 km², de la cual 93,51 km² corresponden a tierra firme y (0,01 %) 0,01 km² es agua.

## Demografía
Según el censo de 2010, había 298 personas residiendo en el municipio de Pittsburg. La densidad de población era de 3,19 hab./km². De los 298 habitantes, el municipio de Pittsburg estaba compuesto por el 98,66 % blancos, el 1,34 % eran asiáticos. Del total de la población el 0 % eran hispanos o latinos de cualquier raza.